# Catherine Mbengono
Catherine Charnelle Mbengono, née le 8 septembre 1996 à Yaoundé, est une footballeuse internationale camerounaise. Elle évolue au poste de latérale gauche au sein du FC Lorient et de l'équipe du Cameroun féminine de football.

## Biographie
Capitaine de l'AS Green City au Cameroun, elle s'engage pour le FC Lorient en août 2016.
Elle est appelée en équipe du Cameroun pour disputer la Coupe d'Afrique des nations 2022.